# Kush Games
Kush Games è un'azienda statunitense produttrice di videogiochi con base a Camarillo in California.
La società sviluppa videogiochi non violenti e videogiochi sportivi come MLB Baseball 2K e NHL 2K. La società ha creato videogiochi per console della nuova generazione come la PlayStation 2, PlayStation Portable, Nintendo GameCube, Xbox PlayStation 3 e Xbox 360. La società è stata acquisita dalla Take Two Interactive e pubblica i videogiochi sotto etichetta 2K Sports.